# 1630-as évek
Évszázadok: 16. század · 17. század · 18. század
Évtizedek: 1580-as évek · 1590-es évek · 1600-as évek · 1610-es évek · 1620-as évek · 1630-as évek · 1640-es évek · 1650-es évek · 1660-as évek · 1670-es évek · 1680-as évek
Évek: 1630 · 1631 · 1632 · 1633 · 1634 · 1635 · 1636 · 1637 · 1638 · 1639

## Háború és politika
- I. Rákóczi György jelentős mértékben fenyegeti Bécset, de a szultán letiltja hadjáratát

## Események és irányzatok
- 1633-ban zajlik a Galilei ellen folyó per, melyben visszavonta a Föld mozgására vonatkozó tanait.